# Leptodontium handelii
Leptodontium handelii là một loài rêu trong họ Pottiaceae. Loài này được Thér. mô tả khoa học đầu tiên năm 1932.